# Grassac
Grassac település Franciaországban, Charente megyében. Lakosainak száma 303 fő (2022. január 1.). Grassac Charras, Feuillade, Marthon, Rougnac, Saint-Germain-de-Montbron, Sers és Vouzan községekkel határos.

## Népesség
A település népességének változása:
| Lakosok száma | 280  | 263  | 285  | 265  | 312  | 325  | 323  | 308  | 305  | 303  |
|               | 1968 | 1982 | 1990 | 2006 | 2013 | 2015 | 2017 | 2019 | 2020 | 2022 |